# Buffonellodes rimosa
Buffonellodes rimosa är en mossdjursart som först beskrevs av Jullien 1888.  Buffonellodes rimosa ingår i släktet Buffonellodes och familjen Buffonellodidae. Inga underarter finns listade i Catalogue of Life.